# Bartholomeus van Bassen
Bartholomeus (ook: Bartel, Bartelmees en Bartholt) van Bassen (Den Haag?, ca. 1590 - begraven Den Haag, 28 november 1652) was een Nederlands kunstschilder en architect. 

## Biografie
Bartholomeus Cornelisz. van Bassen was de buitenechtelijke zoon van Cornelis van Bassen, gestorven in 1590, en de kleinzoon van Bartolt Ernst van Bassen, griffier aan het hof van Holland in Den Haag. Het is niet bekend wie Bartholomeus van Bassen heeft opgeleid in het schildersvak. Het eerste document waaruit zijn vaardigheid blijkt, is zijn lidmaatschap van het Delftse Sint-Lucasgilde van 21 oktober 1613. Zijn eerste werk wordt op 1614 gedateerd. 
In 1622 verhuisde Van Bassen naar Den Haag, en in 1624 trouwde hij met Aaltgen Pietersdr van Gilst. In 1627 werd hij deken van het Haagse Sint-Lucasgilde en hoofdman in 1636 en in 1640. Als architect hield hij zich voor Prins Frederik Hendrik onder meer bezig met het Huis Honselaarsdijk en het Huis ter Nieuburch. Hij bouwde in 1630/1631 het Koningshuis te Rhenen voor de uitgeweken koning van Bohemen, Frederik V. In 1638 werd hij bouwmeester en in 1639 stadsbouwmeester van Den Haag. Dit bleef hij tot 1650. Vanaf oktober 1638 hield hij zich bezig met de restauratie van het stadhuis en vanaf 1649 met de bouw van de Nieuwe Kerk. Bovendien liet hij twintig bruggen bouwen over nieuw gegraven grachten, met als bekendste de Bosbrug. 
Van Bassen was ook een bekwaam schilder. Hij specialiseerde zich in de weergave van (fantasie)architectuur waarbij de nadruk kwam te liggen op de weergave van het perspectief. Jan Martszen de Jonge, Anthonie Palamedesz. en Esaias van de Velde hebben een aantal van zijn architectuurstukken van figuren voorzien. Gerard Houckgeest en Jan van der Vucht zijn zijn enig bekende leerlingen.
Hij was waarschijnlijk in goeden doen; een schilderij van hem werd getaxeerd op 150 gulden. Hij stierf kort na zijn vrouw en hij werd begraven in de Grote of Sint-Jacobskerk in Den Haag.

## Nieuwe Kerk Den Haag

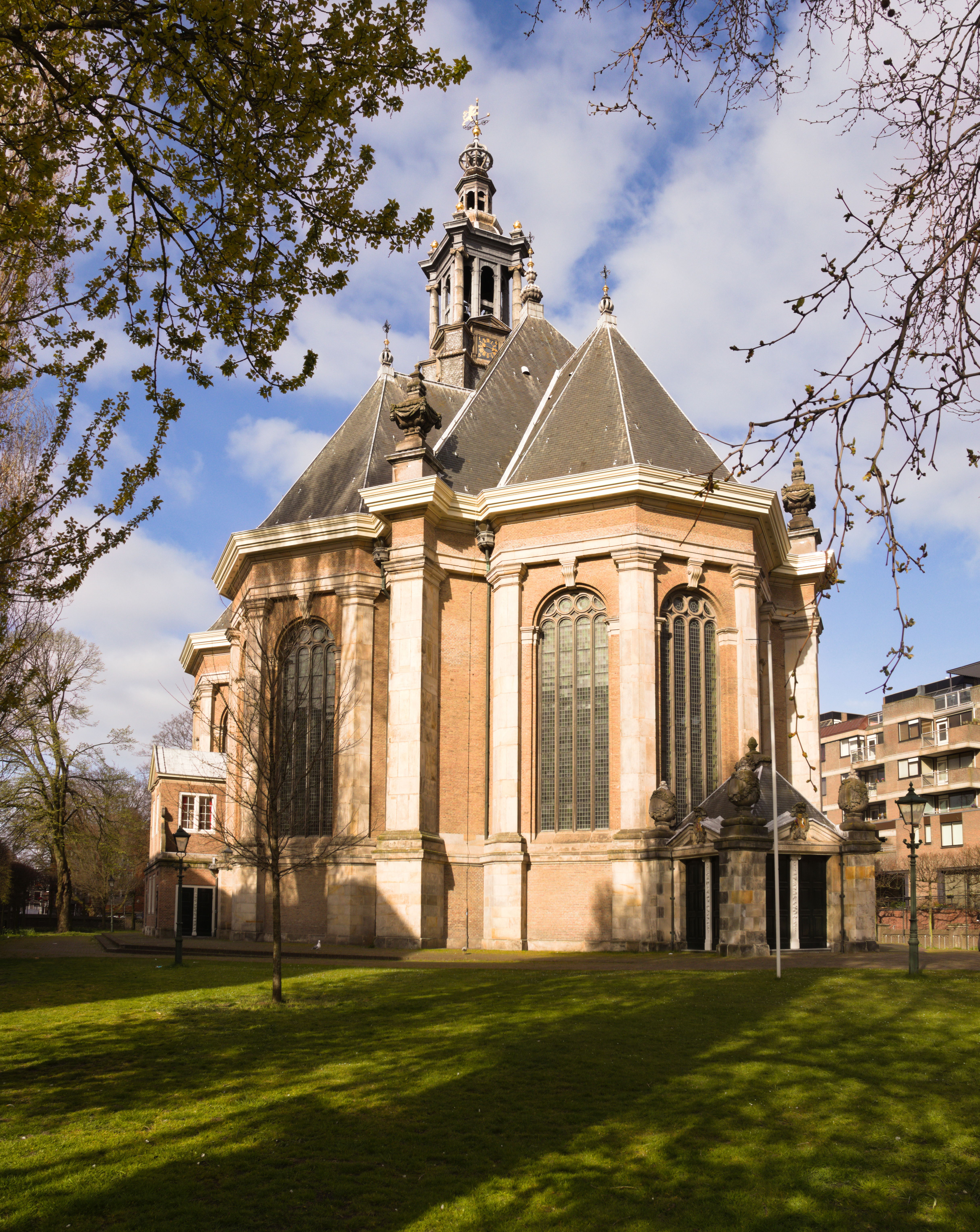
De Nieuwe Kerk te Den Haag

Van Bassen hielp Pieter Noorwits bij het ontwerpen van de Nieuwe Kerk aan het Spui, de eerste speciaal voor protestanten ontworpen kerk in Den Haag. De kerk werd gebouwd tussen 1649 en 1656, omdat de Grote Kerk in het centrum te klein was geworden.
Hij maakte tevens een schilderij van de Nieuwe Kerk. Het paneel uit 1650 toont het ontwerp waarmee Noorwits de ervoor uitgeschreven prijsvraag had gewonnen.
De bouwstijl van de architecten was die van het Hollands classicisme, maar heeft ook elementen uit de renaissance. Zoals veel kerken uit die tijd is de Nieuwe Kerk een centraalbouw. De grondvorm van de kerk is echter complex: ze bestaat uit 2 achtvlakken die door een smaller deel zijn verbonden en waarin o.a. de preekstoel is geplaatst. 
Van Bassen stierf voordat de kerk in 1656 in gebruik werd genomen. Dit leidde later tot de legende dat Van Bassen zelfmoord zou hebben gepleegd, omdat hij onzeker was over de kapconstructie. De grote houtconstructie steunt namelijk alleen op de buitenmuren van de kerk, zoals van binnen mooi is te zien doordat ondersteunende zuilen ontbreken. Deze constructie heeft het inmiddels al drieënhalve eeuw uitgehouden.

## Galerij

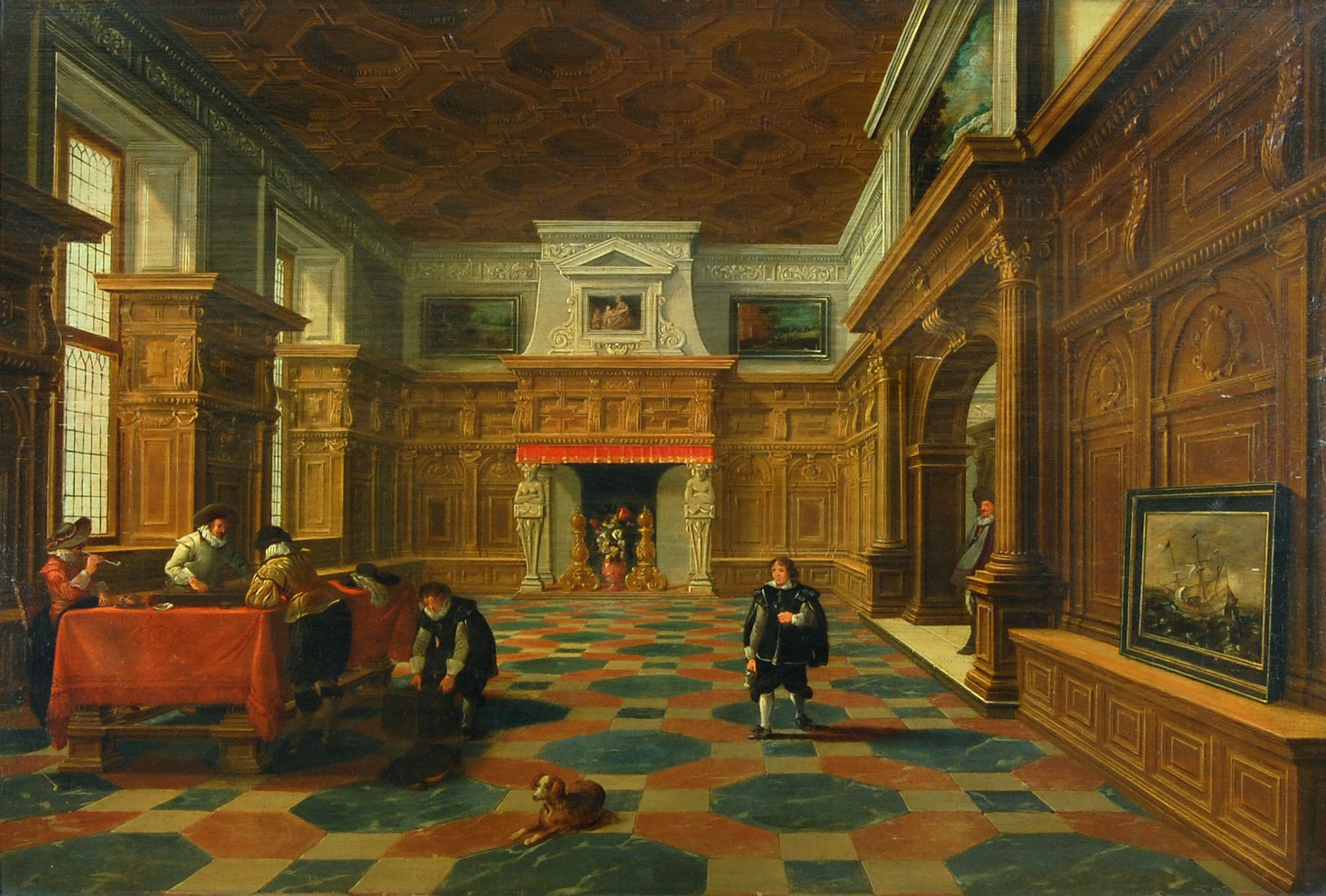
Interieur met figuren
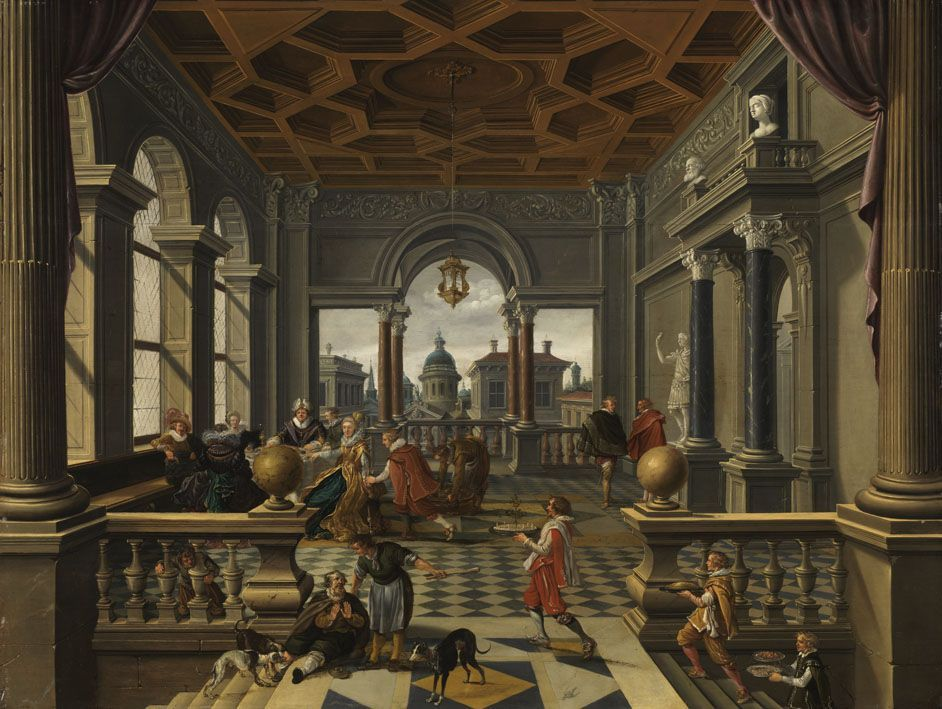
Lazarus in het paleis van de rijkaard
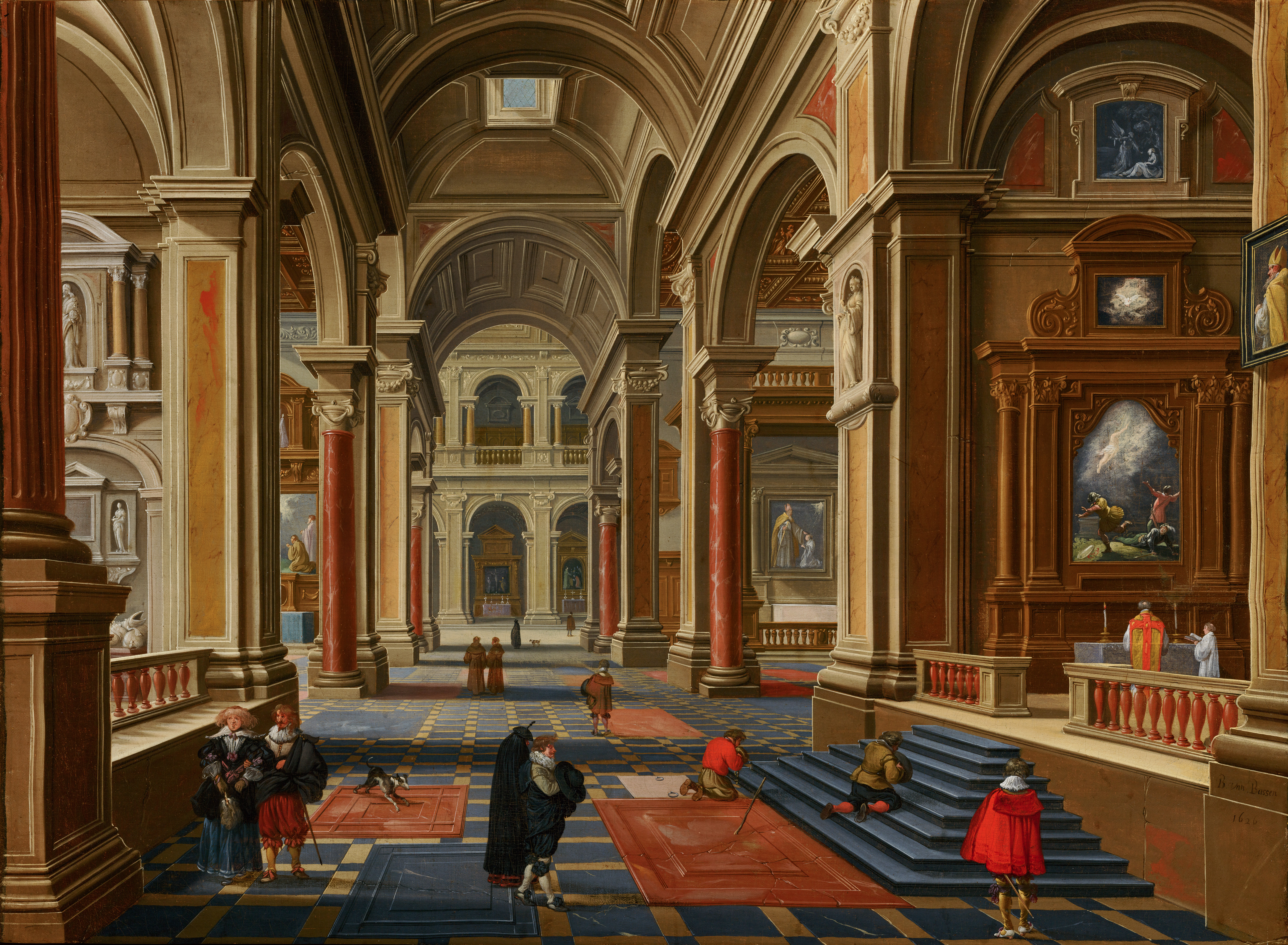
Interieur van een katholieke kerk (1626)
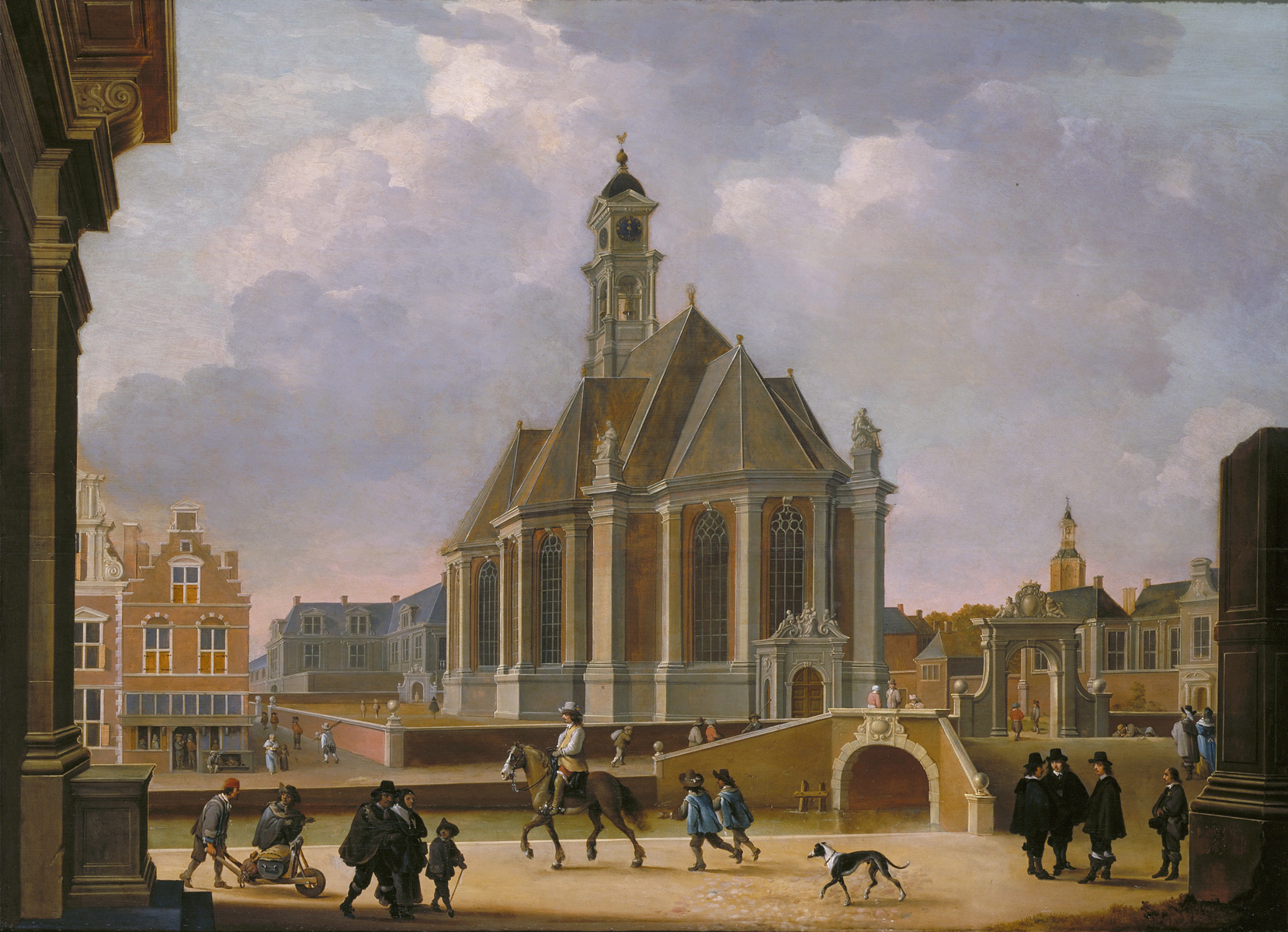
De Nieuwe Kerk aan het Spui gezien vanuit het oosten (1650)
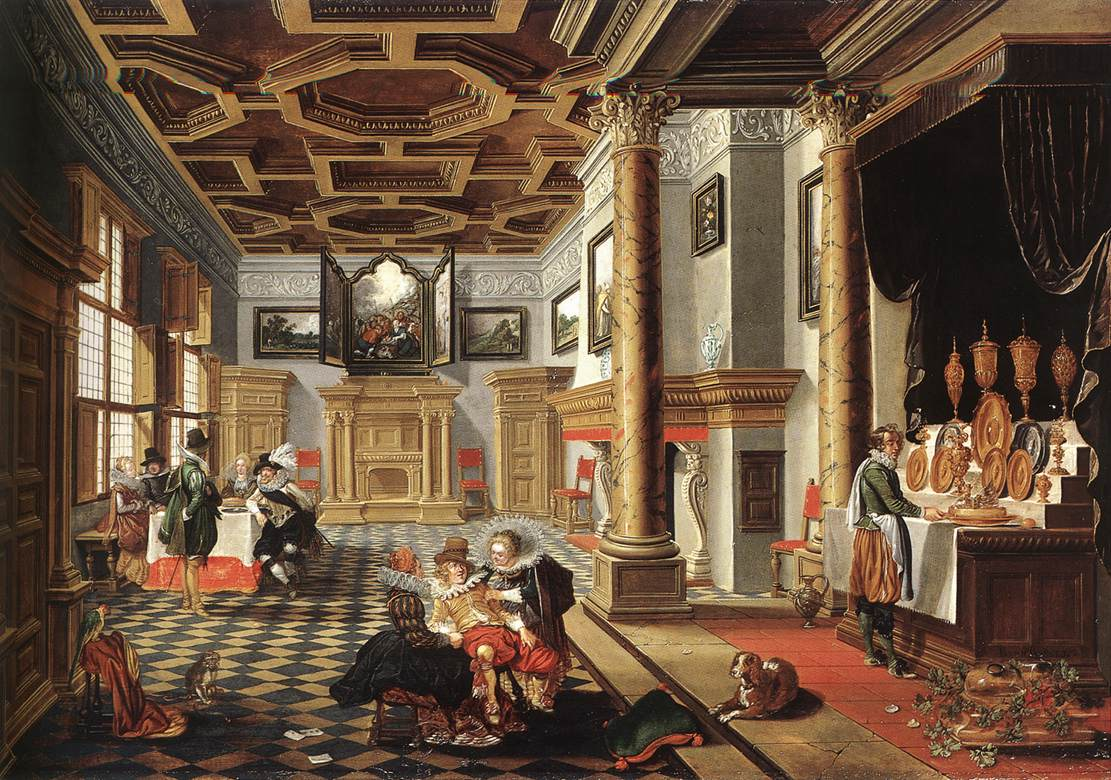
Renaissance-interieur met eters, 1618-1620.
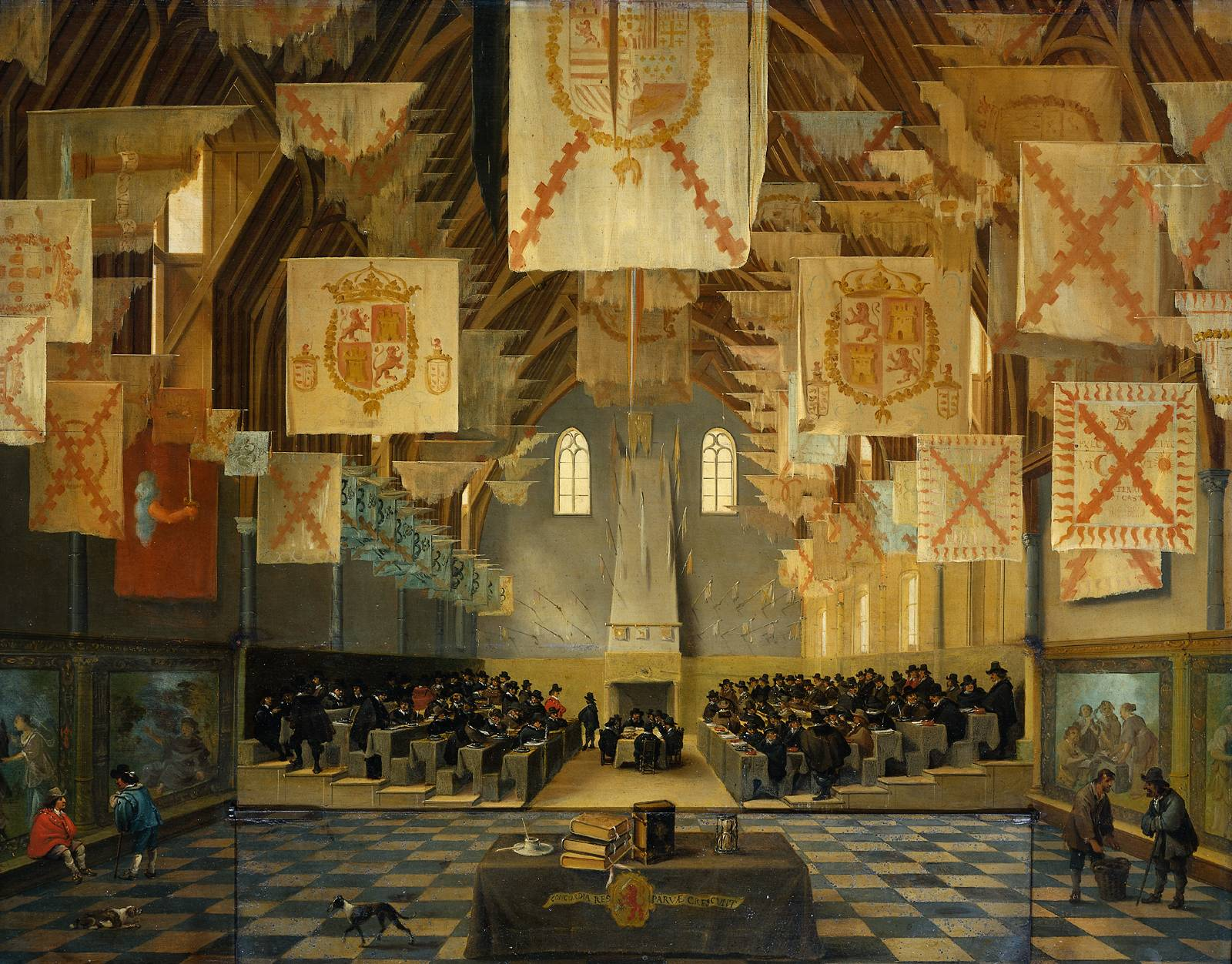
De Grote Vergadering van 1651

- Bibliothèque nationale de France: cb14979077g (data)
- Biografisch Portaal: 66883373
- Digitale Bibliotheek voor de Nederlandse Letteren: bass016
- Gemeinsame Normdatei: 129927023
- International Standard Name Identifier: 0000 0000 8393 1214
- Library of Congress Control Number: nr91035277
- Nederlandse Thesaurus van Auteursnamen: 10378229X
- RKD-Nederlands Instituut voor Kunstgeschiedenis: 4912
- Union List of Artist Names: 500005651
- Virtual International Authority File: 71668372
- WorldCat: E39PBJhd8d8j9g74YxqdpDjXBP